# Zenas King
Pour les articles homonymes, voir King.
Zenas King est un entrepreneur constructeur de ponts américain, né à Kingston (renommé Granville), comté d'Addison au Vermont le 1er mai 1818, mort à Cleveland le 25 octobre 1892 .

## Biographie
Zenas King junior est le fils de Zenas King senior, fermier et bucheron, et de Polly Hockett King né à Kingston en 1818. En 1834, le nom de Kingston est changé en Granville. À la suite de conditions climatiques rigoureuses entraînant leur appauvrissement, Zenas King senior et ses frères ont quitté Kingston pour s'installer avec leurs familles à Bristol Settlement dans les années 1820. Le village est renommé De Peyster, dans le comté de St. Lawrence, en 1825 en l'honneur de Frederic de Peyster, avocat et philanthrope new-yorkais. Zenas King junior a passé sa jeunesse à De Peyster, travaillant dans le ferme familiale et y suivant les cours à l'école du village.

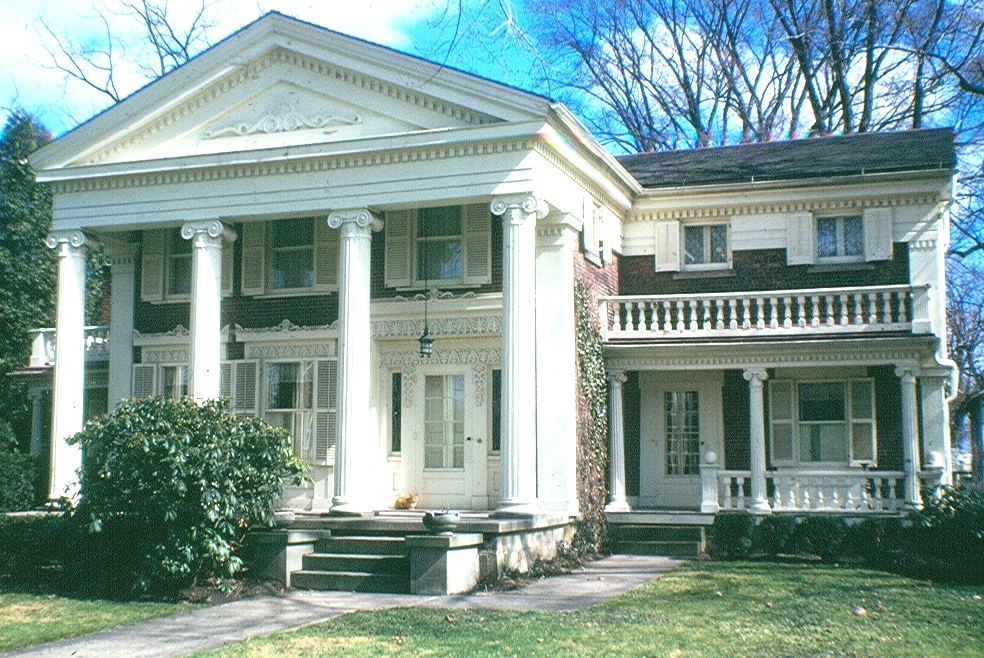
Mitchell-Turner House, Milan, Ohio

À 22 ans Zenas King junior a quitté la ferme parentale pour s'installer à Milan (Ohio). Il est retourné à De Peyster pour s'y marier en 1843 avec Maranda Wheelock, originaire de Ogdensburg (New York), puis il est retourné à Milan où il s'est établi comme constructeur de maisons bien qu'il n'ait aucune formation en ingénierie mais c'était un excellent charpentier. Il a construit en 1848 une maison Mitchell-Turner dans le style Greek-Revival qui a été classée au titre des Monuments historiques.
Zenas King s'est associé avec C. H. Buck et a ouvert un magasin de vêtements. Il a alors mené une vie confortable pendant huit ans.
À l'étonnement de ses amis, il décide à 40 ans, en 1858, de changer de vie. Il vend la moitié sa part de son magasin de vêtements à son associé et décide de travailler pour Scott & Hedges, une société de machinerie agricole de Cincinnati. Cela lui a permis de voir les avantages des constructions en fer. Mais rapidement il a changé d'activité pour devenir agent commercial du concepteur et constructeur de ponts en fer forgé Thomas William Moseley (1813-1880). Moseley a mis au point un pont bow-string avec un arc comprimé à section triangulaire qu'il a breveté. Il a créé sa propre société pour construire des ponts, Moseley Bridge and Roofing Company, située à Covington (Kentucky). Zenas King a construit une usine à Cincinnati pour les produire et vendre des ponts de type Moseley dans l'Ohio.
Zenas King ayant jugé qu'il avait acquis suffisamment d'expérience de son apprentissage chez Moseley a alors décidé en 1858 de rompre avec lui et de créer sa propre société de construction de ponts et de fabrication de chaudières en fer. Il s'est associé avec un ouvrier de chez Moseley, Peter M. Frees, qui avait mis au point les premiers ponts bow-string tubulaires de Moseley. En 1859 ils ont fait une demande de licence à l'office fédéral des brevets (United States Patent Office) en 1859 qui leur a été refusé car pas assez original par rapport à d'autres brevets. Après des modifications, ils ont fait une nouvelle demande de brevet pour un pont bowstring qui a été acceptée le 1er octobre 1861. À partir de ce brevet, Zenas King a pu se lancer dans la construction de ponts bow-string en fer forgé bien que les années 1860 aient été marqués par la guerre de Sécession. À la fin de la guerre il a décidé de rompre avec Frees et lui laissant la partie construction de chaudières. Il s'est installé à Cleveland, d'abord à Watson Street, en 1865, puis à Ruskin Avenue en 1888. Il a fondé la King Iron Bridge & Manufacturing Company en 1871. Dans les années 1880 c'était la plus importante société de construction de ponts routiers des États-Unis. La société a pris le nom de King Bridge Company après la mort de Zenas King.
Il a été inhumé dans le Lake View Cemetery de Cleveland.

## Quelques ouvrages

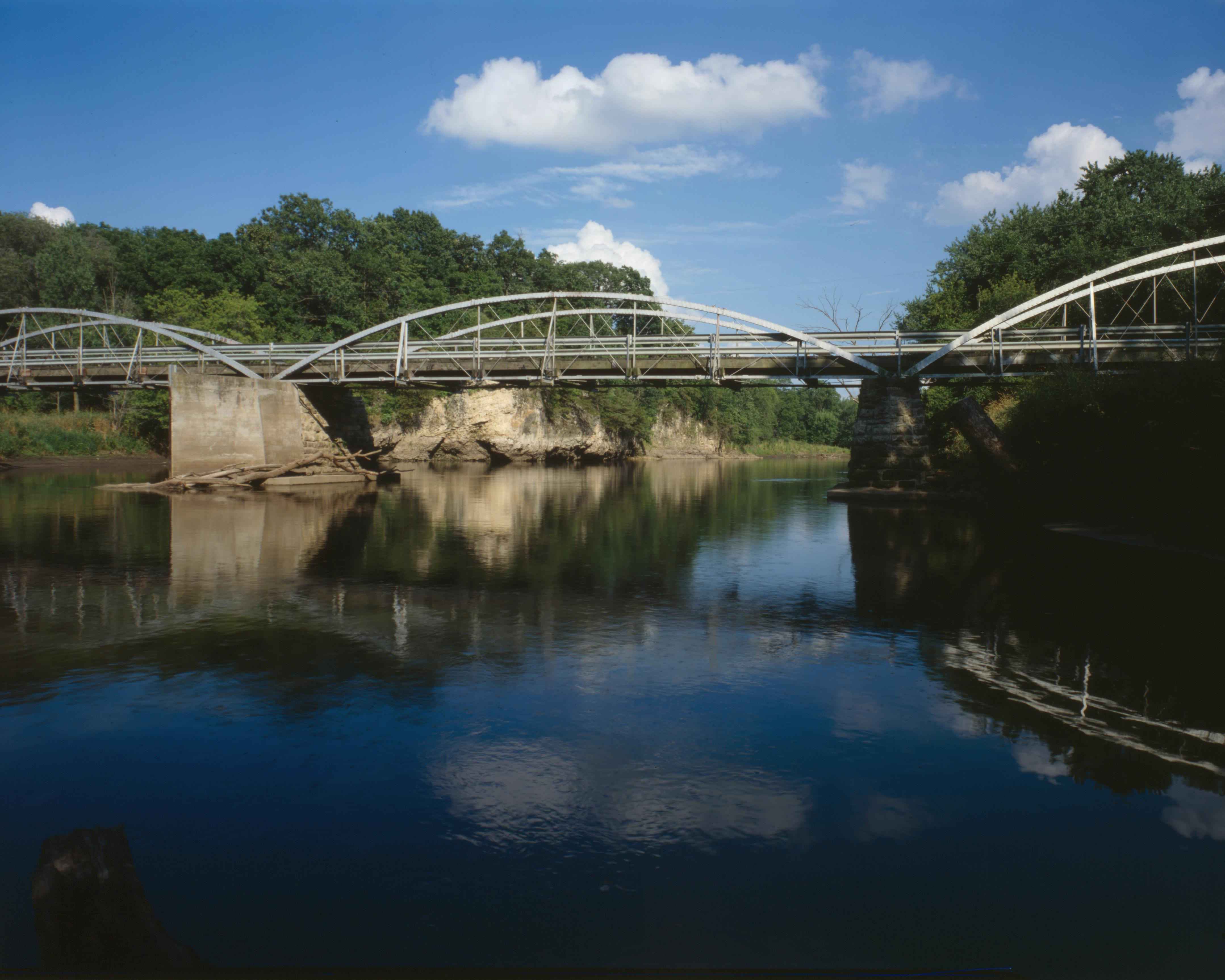
Hale Bridge

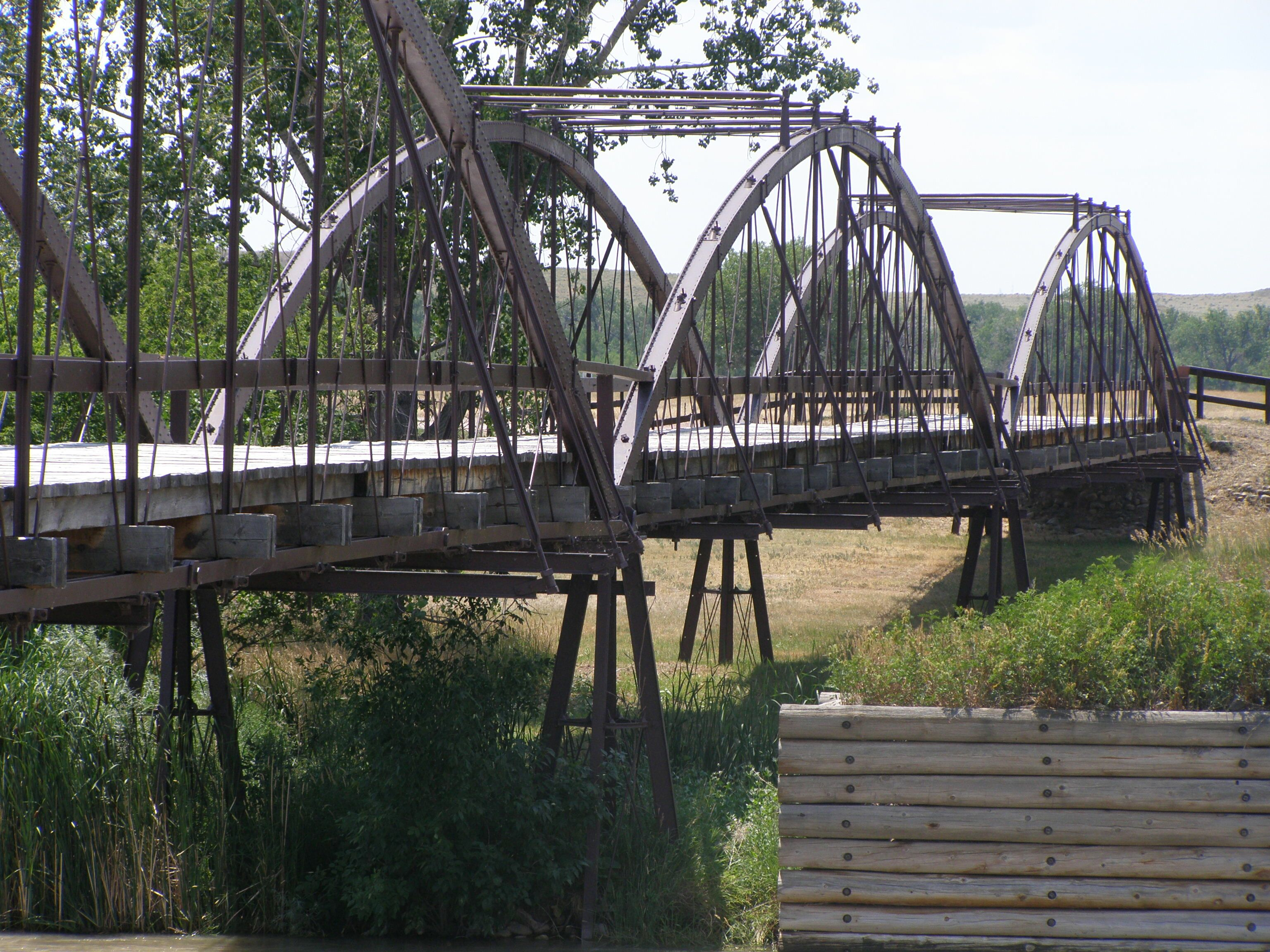
Fort Laramie Bridge, sur la North Platte, Wyoming

La majorité des ponts construits par la société de Zenas King l'ont été dans l'Ohio, la Pennsylvanie et l'État de New York.
- King Bowstring Bridge, Newfield, New York
- Hale Bridge, Comté de Jones (Iowa), franchissant la rivière Wapsipinicon
- Stuart Road Bridge, ou Chili Mills Bridge, comté de Monroe[2]
- Spile Bridge, comté de St. Lawrence,
- Elmwood Cemetery Bridge, à Schaghticoke, comté de Rensselaer,
- Island Bridge, Canton, comté de St. Lawrence, sur la rivière Grasse
- Mill Creek Road Bridge, comté d'Ashtabula
- Black Warrior Bridge, à Northport, Alabama
- Half Chance Iron Bridge, comté de Marengo, Alabama
- Old Alton Bridge, Denton, Texas